# 鴻巣市立吹上小学校
鴻巣市立吹上小学校（こうのすしりつ ふきあげしょうがっこう）は、埼玉県鴻巣市南にある小学校である。

## 概要
旧北足立郡吹上町の中心部に位置し、近隣には鴻巣市吹上支所（旧・吹上町役場）や吹上駅などがある。
21世紀では珍しい木造校舎があった。東日本大震災で被災し、耐震基準を満たしていないため鉄筋コンクリート造の2階建ての校舎がある。
| 所在地     | 〒369-0122埼玉県 鴻巣市 南1丁目10番5号 |
| 電話番号   | 048-548-0132                           |
| URL        | https://fukiage-e-konosu.edumap.jp/    |
| 校長名     |                                        |
| 国公立種別 | 公立                                   |
| 校種       | 小学校                                 |
| 学生種別   | 共学                                   |
| 児童数     | 550 人 男子 : 270 人 女子 : 280 人     |

## 歴史
- 1889年（明治22年）10月1日 - 北足立郡吹上村大字吹上東曜寺境内に設立。校名を吹上尋常小学校とする。
- 1899年（明治32年）4月2日 - 大字吹上2180番地に瓦葺平屋建校舎三棟を新築。
- 1918年（大正7年）9月1日 - 校地狭隘のため拡張（校地710坪を1371坪）。校舎凹字形を移転し、三棟を一直線にする。
- 1936年（昭和11年）5月30日 - 大字吹上1925番地（現在地で校地3646坪）に、赤瓦葺木造2階910坪の新校舎を建設移転する。
- 1959年（昭和34年）10月1日 - 開校70周年記念式典を挙行。校歌制定。
- 1961年（昭和36年）1月19日 -学校給食開始。給食室建坪45坪完成。
- 1882年（昭和37年）4月8日 - 特殊学級開設。
- 1964年（昭和39年）7月11日 - プール開設。
- 1973年（昭和48年） - 敷地内に国鉄C58形蒸気機関車363号機が設置保存される[1]。
- 1974年（昭和49年）3月31日 - 体育館完成。
- 1979年（昭和54年）4月 - 新校舎竣工（2029.54平方メートル）。鉄筋コンクリート造、4階建て。
- 1987年（昭和62年）2月 -　保存されていたC58形蒸気機関車が、保存運行（SLパレオエクスプレス）のため搬出される[1]。設置されていた場所には国鉄DE10形ディーゼル機関車11号機が新たに保存された[2]。
- 1989年（平成元年）10月8日 - 創立100周年記念式典を挙行。
- 1990年（平成2年）2月 - コンピュータ導入（23台）。
- 1993年（平成5年）3月22日 - プール、更衣棟及び濾過器を新調。
- 1997年（平成9年）2月28日 - 体育館改造終了。
- 2003年（平成15年）3月20日 - 東校舎（図工室・多目的室等）完成。平家建て。
- 2005年（平成17年）10月1日 - 自治体合併に伴い、鴻巣市立となる。
- 2014年（平成22年）10月1日 - 発達・情緒通級指導教室（ウィング）赤二小教室吹上分室を開設。
- 2015年（平成27年）
  - 2月20日 - 木造校舎とのお別れ会を挙行。
  - 4月1日 - 発達・情緒通級指導教室（ウィング）吹上小教室を開設。難聴・言語通級指導教室（ことばの教室）を開設。
  - 4月 - 新校舎での教育活動開始（自校給食開始）。
  - 12月17日 - 新校舎落成記念式典を挙行。
  - （月不明）保存されていたDE10形ディーゼル機関車が解体される[3]。

## 通学区域
出典は鴻巣市ウェブサイト。
- 筑波一丁目・二丁目
- 吹上本町一丁目 - 五丁目
- 南一丁目・二丁目
- 榎戸
- 榎戸一丁目・二丁目
- 荊原
- 北新宿
- 吹上富士見一丁目（1 - 8番地、10番8号、10番9号、10番11号、10番12号、11番11号、11番14号、11番15号、12番 - 16番）
- 吹上富士見二丁目（1 - 4番のみ）
- 吹上富士見四丁目（1 - 5番、12 -16番のみ）

## 著名な出身者
- 依田花蓮（政治家、行政書士、元俳優） - 6年次に那覇市立上間小学校へ転出